# Akademik Lomonosov
Akademik Lomonosov (rusky Академик Ломоносов) je ruská jaderná elektrárna umístěná na lodi, lze ji tedy dle potřeby přemisťovat. Toto řešení bylo zvoleno z důvodu, že severně umístěné oblasti Ruska se velmi těžko zásobují elektřinou z běžné distribuční soustavy. Akademik Lomonosov slouží k zásobování města Pevek (kde nahradila elektrárnu Bilibino) na poloostrově Čukotka a přilehlých ropných a plynových ložisek. Zařízení je pojmenováno po ruském vědci Michailu Vasiljeviči Lomonosovovi.

## Výstavba a technické údaje
Stavba plavidla byla zahájena v roce 2007 v loděnicích Sevmaš v Severodvinsku, ale v roce 2008 byla smlouva na stavbu lodi Rosatomem zrušena a podepsána nová s podnikem Baltijskij zavod – Sudostroenije v Petrohradě. Trup byl spuštěn na vodu v červnu 2010 a montáž reaktorů proběhla v říjnu 2013. První zkoušky plavidla začaly v polovině roku 2016. Petrohrad loď opustila v květnu 2018 a byla přetažena do Murmansku, kde proběhly dokončovací práce, včetně finálního nátěru, a bylo zavezeno palivo do reaktorů.
Plavidlo, na němž je elektrárna umístěna, je 144 metrů dlouhé a široké 30 metrů, s výtlakem 21 000 tun. Zařízení nemá vlastní pohon, při přemisťování je taženo remorkéry. Obsahuje dva tlakovodní reaktory typu KLT-40, každý o elektrickém výkonu 35 MW a tepelném výkonu 150 MW. Reaktory vyvinula konstrukční kancelář OKBM Afrikantov (součást Rosatomu).
Plovoucí jaderná elektrárna je určena pro výrobu elektrické (výkon 70 MWe) a tepelné energie (50 Gcal/h), což dostačuje pro zásobování města se zhruba 100 000 obyvateli. Také může sloužit k odsolování mořské vody (s výkonem od 40 do 240 tisíc m³ denně). K uvedení do provozu, po několika odkladech, došlo v prosinci 2019, kdy elektrárna symbolicky rozsvítila vánoční stromek v Peveku. Dne 22. května 2020 byla plovoucí elektrárna uvedena do komerčního provozu a od 30. června 2020 zásobuje Pevek. Jedná se o jedenáctou ruskou jadernou elektrárnu a nejsevernější jadernou elektrárnu na světě. K 19. prosinci 2024, za pět let od připojení, dodala elektrárna asi 978 mil. kWh elektřiny. Tato energie stačí k uspokojení energetické spotřeby celé Čukotky na více než jeden rok.
Na základě Akademika Lomonosova je vyvíjena nová generace plovoucích jaderných elektráren označovaná zkratkou OPEB (optimalizovaný plovoucí energetický blok), která bude používat reaktory RITM-200.

## Historie konceptu plovoucích jaderných elektráren
První myšlenka plovoucí jaderné elektrárny (плавучая атомная теплоэлектростанция (ПАТЭС) byla v Sovětském svazu uvažována v 70. letech 20. století. S úplně prvním zařízením podobného ražení však přišly Spojené státy již v 60. letech 20. století, kdy zkonstruovali loď MH-1A. Akademik Lomonosov je však první zařízení tohoto typu v historii, které slouží ke komerčním účelům.

## Bezpečnost
Plovoucí jaderná elektrárna splňuje stejné bezpečnostní předpisy jako velké pozemní bloky, navíc ale musí být připravena i na rizika spojená s námořním provozem.
Použitá technologická řešení proto vychází z těch, které jsou léta používány na jaderných ledoborcích. Plavidlo má například dvojitý trup, který zabraňuje jeho potopení v případě nárazu ledoborce nebo jiné lodi. Akademik Lomonosov je dále uzpůsoben tak, že jej nepoškodí sedmimetrové vlny, ani vítr o rychlosti až 200 km/h. 
Díky integrální konstrukci reaktoru je vyloučeno prasknutí hlavního cirkulačního potrubí a vznik havárie typu LOCA. Elektrárna má podobně jako moderní velké bloky pasivní odvod tepla z reaktoru, který si vystačí pouze s přirozenou cirkulací chladiva.

## Kritika
Elektrárna je kritizována z hlediska jaderné bezpečnosti; kritici z organizace Greenpeace ji přezdívají „plovoucí Černobyl“ či „jaderný Titanic“. 
Od počátku výstavby byla elektrárna kritizována pro své extrémně vysoké náklady, což vyvolává pochybnosti o její návratnosti. Již na začátku projektu v roce 2007 ruský ministr hospodářství a obchodu Herman Gref poznamenal, že náklady na jeden kilowatt jsou 7200 USD, což se nikdy nevyplatí. Původně odhadované náklady byly 9,1 miliardy rublů, nakonec náklady na výstavbu dosáhly částky 37,3 miliardy rublů.